# Ahrue Luster
Ahrue Luster (* 17. September 1968 in Chicago, Illinois) ist ein US-amerikanischer Gitarrist. Er war Mitglied der Metal-Band Ill Niño und war zuvor u. a. bei Machine Head aktiv.

## Werdegang
Luster sammelte erste Erfahrungen in den Bands Horde of Torment und Manmade God, bevor er sich 1998 Machine Head anschloss. Mit Machine Head nahm er die Alben The Burning Red und Supercharger auf. Im Jahre 2002 verließ er aufgrund kreativer Differenzen Machine Head. Nach Aussage des Machine Head-Sängers Robb Flynn wollte Luster die Band in eine „heiter-melodiöse Richtung à la Incubus drücken“, womit die restlichen Musiker nicht einverstanden waren.
Luster wurde daraufhin Mitglied von Ill Niño, bis er die Band zusammen mit Cristian Machado und Diego Verduzco nach den Streitigkeiten um den Bandnamen mit Schlagzeuger Dave Chavarri im März 2020 verließ.

## Diskographie

### Mit Machine Head
- 1999: The Burning Red
- 2001: Supercharger

### Mit Ill Niño
- 2003: Confession
- 2005: One Nation Underground
- 2006: The Under Cover Sessions
- 2008: Enigma
- 2010: Dead New World